# Semiothisa triumbrata
Semiothisa triumbrata là một loài bướm đêm trong họ Geometridae.